# Gran Premio de Fráncfort 2017
La 55.ª edición de la clásica ciclista Gran Premio de Fráncfort (nombre oficial en alemán: Eschborn-Frankfurt Rund um den Finanzplatz) se realizó el 1 de mayo de 2017 sobre un recorrido de 215,7 km con inicio en la ciudad de Eschborn y final en Fráncfort del Meno.
La carrera formó parte del UCI WorldTour 2017 por primera vez 1.UWT. calendario ciclístico de máximo nivel mundial, siendo la vigésima carrera de dicho circuito. Previamente la carrera hacia parte de la categoría 1.HC en el calendario UCI Europe Tour desde 2005.
La carrera fue ganada por el corredor noruego Alexander Kristoff del equipo Katusha-Alpecin, en segundo lugar Rick Zabel (Katusha-Alpecin) y en tercer lugar John Degenkolb (Trek-Segafredo).

## Equipos participantes
Tomaron parte en la carrera 19 equipos: 11 de categoría UCI WorldTour 2017 invitados por la organización; 8 de categoría Profesional Continental. Formando así un pelotón de 158 ciclistas de los que acabaron 67. Los equipos participantes fueron:
| WorldTeams (11)- AG2R La Mondiale - BMC Racing Team - Bora-Hansgrohe - Cannondale-Drapac - Lotto-Soudal - Quick-Step Floors - UAE Team Emirates - Katusha-Alpecin - Lotto NL-Jumbo - Team Sunweb - Trek-Segafredo Equipos continentales profesionales (8)- Aqua Blue Sport - CCC Sprandi Polkowice - Gazprom-RusVelo - Roompot-Nederlandse Loterij - Sport Vlaanderen-Baloise - Verandas Willems-Crelan - WB-Veranclassic-Aqua Protect - Wanty-Groupe Gobert Equipo nacional- Alemania |
| |

## Clasificaciones finales
- Las clasificaciones finalizaron de la siguiente forma:[5]

### Clasificación general
| \| Clasificación general \| Clasificación general \| Clasificación general \| Clasificación general \| Clasificación general \| \| Ciclista \| Ciclista \| Equipo \| Tiempo \| \| \| --------------------- \| --------------------- \| --------------------------- \| --------------------- \| --------------------- \| \| 1.º \| Alexander Kristoff \| Katusha-Alpecin \| 5 h 29 min 32 s \| \| \| 2.º \| Rick Zabel \| Katusha-Alpecin \| + 0 s \| \| \| 3.º \| John Degenkolb \| Trek-Segafredo \| + 0 s \| \| \| 4.º \| Jean-Pierre Drucker \| BMC Racing Team \| + 0 s \| \| \| 5.º \| Pim Ligthart \| Roompot-Nederlandse Loterij \| + 0 s \| \| \| 6.º \| Juanjo Lobato \| LottoNL-Jumbo \| + 0 s \| \| \| 7.º \| Jasper Stuyven \| Trek-Segafredo \| + 0 s \| \| \| 8.º \| Maximiliano Richeze \| Quick-Step Floors \| + 0 s \| \| \| 9.º \| Michel Kreder \| Aqua Blue Sport \| + 0 s \| \| \| 10.º \| Benjamin Swift \| UAE Team Emirates \| + 0 s \| \| |                     |                             |                 |
| |                     |                             |                 |
| Fuente: ProCyclingStats |                     |                             |                 |
| Clasificación general |                     |                             |                 |
| Ciclista | Ciclista            | Equipo                      | Tiempo          |
| 1.º | Alexander Kristoff  | Katusha-Alpecin             | 5 h 29 min 32 s |
| 2.º | Rick Zabel          | Katusha-Alpecin             | + 0 s           |
| 3.º | John Degenkolb      | Trek-Segafredo              | + 0 s           |
| 4.º | Jean-Pierre Drucker | BMC Racing Team             | + 0 s           |
| 5.º | Pim Ligthart        | Roompot-Nederlandse Loterij | + 0 s           |
| 6.º | Juanjo Lobato       | LottoNL-Jumbo               | + 0 s           |
| 7.º | Jasper Stuyven      | Trek-Segafredo              | + 0 s           |
| 8.º | Maximiliano Richeze | Quick-Step Floors           | + 0 s           |
| 9.º | Michel Kreder       | Aqua Blue Sport             | + 0 s           |
| 10.º | Benjamin Swift      | UAE Team Emirates           | + 0 s           |

## UCI World Ranking
El Gran Premio de Fráncfort otorga puntos para el UCI WorldTour 2017 y el UCI World Ranking, este último para corredores de los equipos en las categorías UCI ProTeam, Profesional Continental y Equipos Continentales. Las siguientes tablas son el baremo de puntuación y los corredores que obtuvieron puntos:
| Posición   | 1º  | 2º  | 3º  | 4º  | 5º  | 6º  | 7º | 8º | 9º | 10º |
| Puntuación | 300 | 250 | 215 | 175 | 120 | 115 | 95 | 75 | 60 | 50  |

| 1.º  | Alexander Kristoff  | Katusha-Alpecin             | 300 |
| 2.º  | Rick Zabel          | Katusha-Alpecin             | 250 |
| 3.º  | John Degenkolb      | Trek-Segafredo              | 215 |
| 4.º  | Jean-Pierre Drucker | BMC Racing                  | 175 |
| 5.º  | Pim Ligthart        | Roompot-Nederlandse Loterij | 120 |
| 6.º  | Juan José Lobato    | LottoNL-Jumbo               | 115 |
| 7.º  | Jasper Stuyven      | Trek-Segafredo              | 95  |
| 8.º  | Maximiliano Richeze | Quick-Step Floors           | 75  |
| 9.º  | Michel Kreder       | Aqua Blue Sport             | 60  |
| 10.º | Ben Swift           | UAE Emirates                | 50  |